# Polyptychus kindunus
Polyptychus kindunus is een vlinder uit de familie van de pijlstaarten (Sphingidae). De wetenschappelijke naam van de soort is voor het eerst geldig gepubliceerd in 1918 door Embrik Strand.